# Capo Carbonara
Capo Carbonara (Sardijns: Cabo Crabonaxa) is een kaap aan de zuidoostpunt van het Italiaanse eiland Sardinië. Het vormt het oostelijke uiteinde van de Golf van Cagliari. Samen met de eilanden Cavoli en Serpentara is het onderdeel van het Italiaanse area naturale marina protetta Capo Carbonara (beschermd marine natuurpark Capo Carbonara). 
De kaap is onderdeel van de gemeente Villasimius en ligt op ongeveer 6 km van het centrum. De kaap heeft een lengte van 3,5 km met een maximale breedte van 1,8 km.
Belangrijke bezienswaardigheden zijn de restanten van een fort aan de westkant, de stranden Punta Molentis, Is Traias en Porto Giunco en Stagno di Notteri met een kolonie flamingo's langs de Tyrreense Zee aan de oostkant. Op de kaap staat ook een vuurtoren, die wordt beheerd door de Italiaanse luchtmacht.